# Lotus (seria)
Lotus – seria gier komputerowych z kategorii zręcznościowych wyścigów samochodowych (z widokiem zza samochodu) opracowana przez Magnetic Fields. Seria została licencjonowana przez brytyjski koncern motoryzacyjny Lotus Cars.

## Lotus Esprit Turbo Challenge
Pierwsza gra z serii została wydana w 1990 roku na Amigę, Amstrada CPC, Atari ST, Commodore 64 i ZX Spectrum. Gra zawierała tylko jeden samochód – Lotus Esprit Turbo SE, oraz 32 trasy w wersji na Amigę i Atari ST, 15 tras na Commodore 64, 8 tras w wersji na ZX Spectrum i 3 trasy w wersji na Amstrad CPC w różnych krajach świata. Gra oferowała tryb gry wieloosobowej na dzielonym ekranie, oraz cztery stacje radiowe w przypadku Amigi i Atari ST oraz 3 stacje radiowe w przypadku Commodore 64 do wyboru przed wyścigiem. Ważnym elementem podczas wyścigu było tankowanie auta, w sytuacji, jeśli mamy mało paliwa, należało zatrzymać się w boksie. Ponadto oprócz wyprzedzania innych samochodów, trzeba było uważać na inne przeszkody, zależne od scenerii toru (lód, roboty drogowe, kałuże, drewniane kłody).
Wyścigi podzielone zostały na trzy poziomy trudności. W każdym wyścigu gracz (lub gracze) konkuruje z 20 przeciwnikami. Jeśli gracz kończy wyścig w pierwszej dziesiątce, kwalifikuje się do następnego wyścigu i otrzymuje punkty do klasyfikacji. Celem głównym jest wygrana w mistrzostwach. Nazwy komputerowych kierowców są wzorowane na prawdziwych kierowcach wyścigowych (np. Ayrton Sendup, Nijel Mainsail, Alain Phosphate).
Lotus Esprit Turbo Challenge został dobrze przyjęty przez prasę branżową. Chwalono poczucie prędkości, jakość techniczną i tryb dla dwóch graczy. Średnia ocen wszystkich wersji to 80-90%.

## Lotus Turbo Challenge 2
Lotus Turbo Challenge 2 zawierał już dwa samochody: Esprit Turbo SE w poziomach z nieparzystym numerem i Elan SE w poziomach z parzystym numerem co powodawło, że jeździmy nimi naprzemiennie. Wyścigi odbywały się na ośmiu różnych trasach (las, noc, mgła, śnieg, pustynia, autostrada, bagna, burza). Wprowadzono tryb gry na czas w miejsce typowego wyścigu. Inną zmianą jest brak muzyki podczas jazdy – słychać jedynie spikera i odgłosy z aut.
Gra pierwotnie została wydana na Amigę i później skonwertowana na inne platformy.
Część ta wprowadziła też zmianę w trybie jednoosobowym poprzez wypełnienie całego ekranu wyścigiem bez podziału. Dla dwóch graczy ekran był dalej podzielony jak w części pierwszej. Do opcji rozgrywki wieloosobowej doszła też możliwość połączenia dwóch komputerów poprzez port szeregowy. Można było połączyć dwie Amigi lub dwa Atari ST lub Amigę i Atari ST w celu gry wielosobowej. W przypadku połączenia szeregowego można było grać do 4 osób na raz, po 2 osoby na jeden komputer.
Lotus Turbo Challenge 2 wprowadził również system kodów do poszczególnych poziomów. Po pokonaniu danego poziomu wyświetlał się kod, który można było użyć aby do tego poziomu wrócić ponownie. Gra nie oferowała opcji zapisu stanu gry w żadnej innej formie.
Muzyka została usunięta z samego wyścigi i jest tylko w momencie startu gry, menu i ekranów ładowania. W trakcie gry dostępne są tylko efekty dźwiękowe.
Na szóstym poziomie (autostrada) zamieszczony został element humorystyczny: jeśli graczowi udaje się skutecznie przejechać przez skrzyżowanie pod naczepą ciężarówki, spiker krzyczy „Yeehaa!”.

## Lotus 3 – The Ultimate Challenge
Lotus – The Ultimate Challenge, jest ostatnią częścią serii Lotus. Mechanicznie opiera się na drugiej części, jednak jeśli chodzi o rozgrywkę, gra łączy obie poprzedniczki. Zawiera dwa tryby gry, oba znane z poprzednich odsłon: mistrzostwa i jazda na czas. Największą różnicą jest wprowadzenie trzeciego samochodu koncepcyjnego Lotus M200 oraz systemu RECS (Racing Environment Construction Set), pozwalającego tworzyć własne trasy. W wersji MS-DOS model Esprit Turbo SE został zamieniony na Esprit S4. W tej części mogliśmy już też wybrać samochód którym się ścigamy. Do środowisk z poprzedniej części doszło kilka nowych: górski, szutrowy, futurystyczny, wietrzny i z robotami drogowymi. 
W tej części ponownie stały się dostępne stacje radiowe, jest ich 6: Breathless, Metal Machine, utwór tytułowy, Space Ninja, Miami Ice, Shamrip. Ciekawostka dotycząca utworu numer 4 czyli Space Ninja pierwotnie pojawił się w demo gry Zool na Amigę. Tak jak w pierwszej części można było wyłączyć muzykę i słuchać efektów dźwiękowych. Gra nie obsługiwała jednocześnie efektów dźwiękowych i muzyki w żadnej części. Różnica występowała w wersji z Lotus Trilogy na Amigę CD32 gdzie ścieżka dźwiękowa była w formacie CD-Audio i różniła się melodycznie.
Ścieżka dźwiękowa nie różniła się melodycznie a ograniczeniami czy możliwościami danych komputerów. Amiga posiada wersję w formacie MOD, Atari ST używało formatu YM a PC używało formatu MIDI. Na PC gra wspierała karty dźwiękowe takie jak Sound Blaster, AdLib, PC Speaker i Roland MT-32 który oferował dużo bogatsze brzemienie niż pozostałe opcje.
W przypadku gry wieloosobowej usunięto w tej części możliwość gry poprzez połączenie szeregowe i pozostała tylko opcja podzielonego ekranu.

## Lotus Trilogy
Lotus Trilogy to wydany na Amigę, Amigę CD32 i Atari ST zestaw złożony ze wszystkich trzech części serii Lotus.
Wersja na Amigę CD32 w grze Lotus 3 posiadała ścieżkę dźwiękową w formacie CD-Audio. Muzykę można było dzięki temu też odtworzyć na odtwarzaczu CD oprócz ścieżki pierwszej, która zawierała dane.